# ويليام إم. براي
ويليام إم. براي هو شخصية أعمال وسياسي أمريكي، ولد في 17 مارس 1880 في أوشكوش في الولايات المتحدة، وتوفي في 15 مارس 1964 في كلاماث فالز في الولايات المتحدة. نشط حزبياً في الحزب الجمهوري. وقد انتخب عضو جمعية ولاية ويسكونسن ‏ وانتخب عضو مجلس ولاية ويسكونسن ‏.